# D2: The Mighty Ducks
D2: The Mighty Ducks é um filme americano de 1994, dos gêneros comédia e esportes. Dirigido por Sam Weisman, continuação do filme de 1992 The Mighty Ducks.